# Робертсфорс (комуна)
Комуна Робертсфорс (швед. Robertsfors kommun) — адміністративно-територіальна одиниця місцевого самоврядування, що розташована в лені Вестерботтен у північній Швеції на узбережжі Ботнічної затоки.
Робертсфорс 83-я за величиною території комуна Швеції. Адміністративний центр комуни — місто Робертсфорс.

## Населення
Населення становить 6 738 чоловік (станом на вересень 2012 року). 
| Кількість населення комуни Робертсфорс за 1970-2010 роки | Кількість населення комуни Робертсфорс за 1970-2010 роки | Кількість населення комуни Робертсфорс за 1970-2010 роки | Кількість населення комуни Робертсфорс за 1970-2010 роки | Кількість населення комуни Робертсфорс за 1970-2010 роки |
| -------------------------------------------------------- | -------------------------------------------------------- | -------------------------------------------------------- | -------------------------------------------------------- | -------------------------------------------------------- |
| Рік                                                      |                                                          |                                                          | Населення                                                |                                                          |
| 1970                                                     | 1970                                                     |                                                          | 7 551                                                    | 7 551                                                    |
| 1975                                                     | 1975                                                     |                                                          | 7 454                                                    | 7 454                                                    |
| 1980                                                     | 1980                                                     |                                                          | 7 737                                                    | 7 737                                                    |
| 1985                                                     | 1985                                                     |                                                          | 7 713                                                    | 7 713                                                    |
| 1990                                                     | 1990                                                     |                                                          | 7 871                                                    | 7 871                                                    |
| 1995                                                     | 1995                                                     |                                                          | 7 707                                                    | 7 707                                                    |
| 2000                                                     | 2000                                                     |                                                          | 7 307                                                    | 7 307                                                    |
| 2005                                                     | 2005                                                     |                                                          | 7 066                                                    | 7 066                                                    |
| 2010                                                     | 2010                                                     |                                                          | 6 831                                                    | 6 831                                                    |
| Джерело: SCB                                             |                                                          |                                                          |                                                          |                                                          |

## Населені пункти
Комуні підпорядковано 3 міські поселення (tätort) та низка сільських, більші з яких:
- Робертсфорс (Robertsfors)
- Онесет (Ånäset)
- Биґдео (Bygdeå)
- Окулльшен (Åkullsjön)
- Єкнебуда (Djäkneboda)
- Фляркен (Flarken)
- Сікео (Sikeå)
- Еверклінтен (Överklinten)

## Галерея

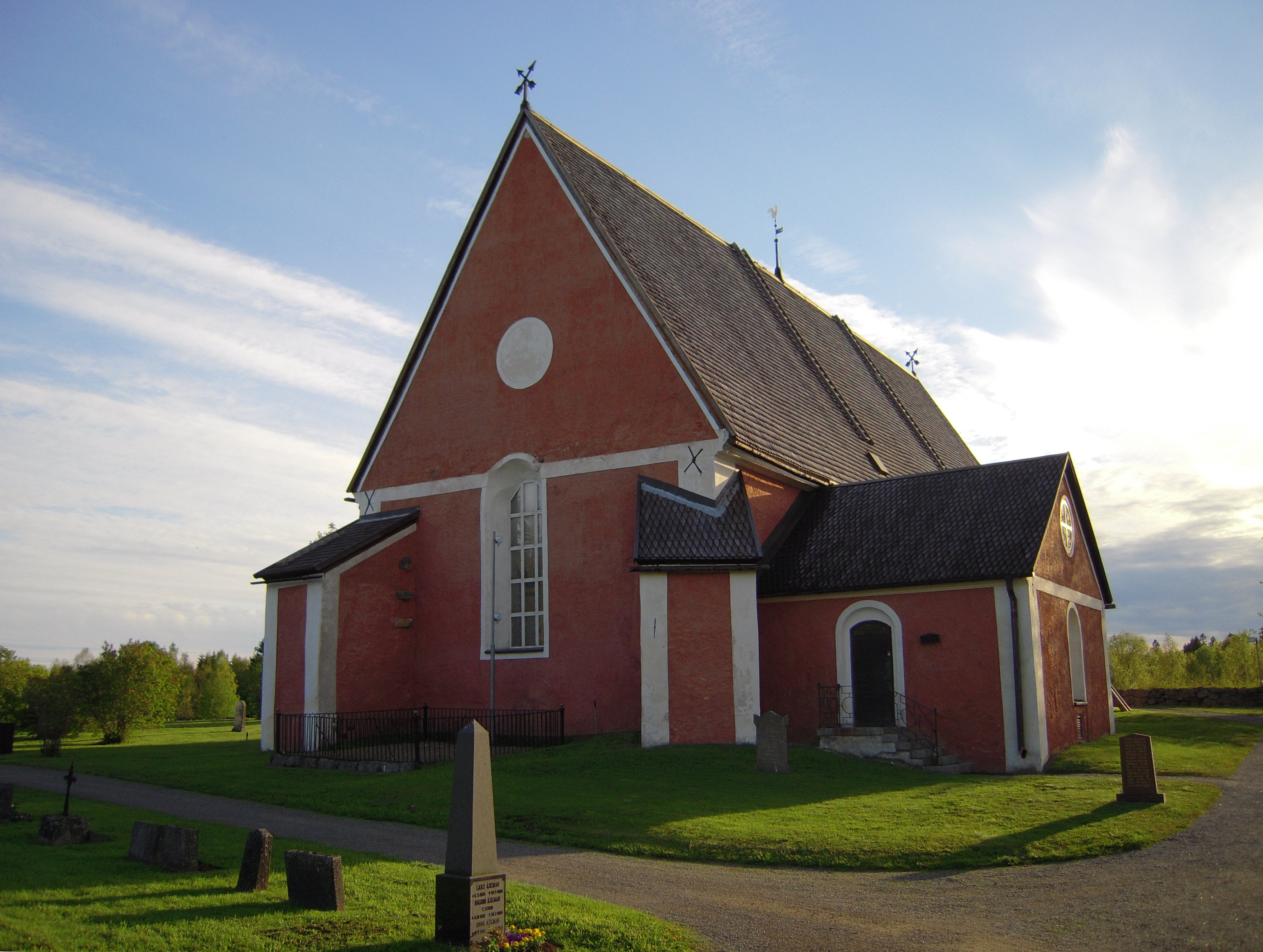
Церква (Биґдео)
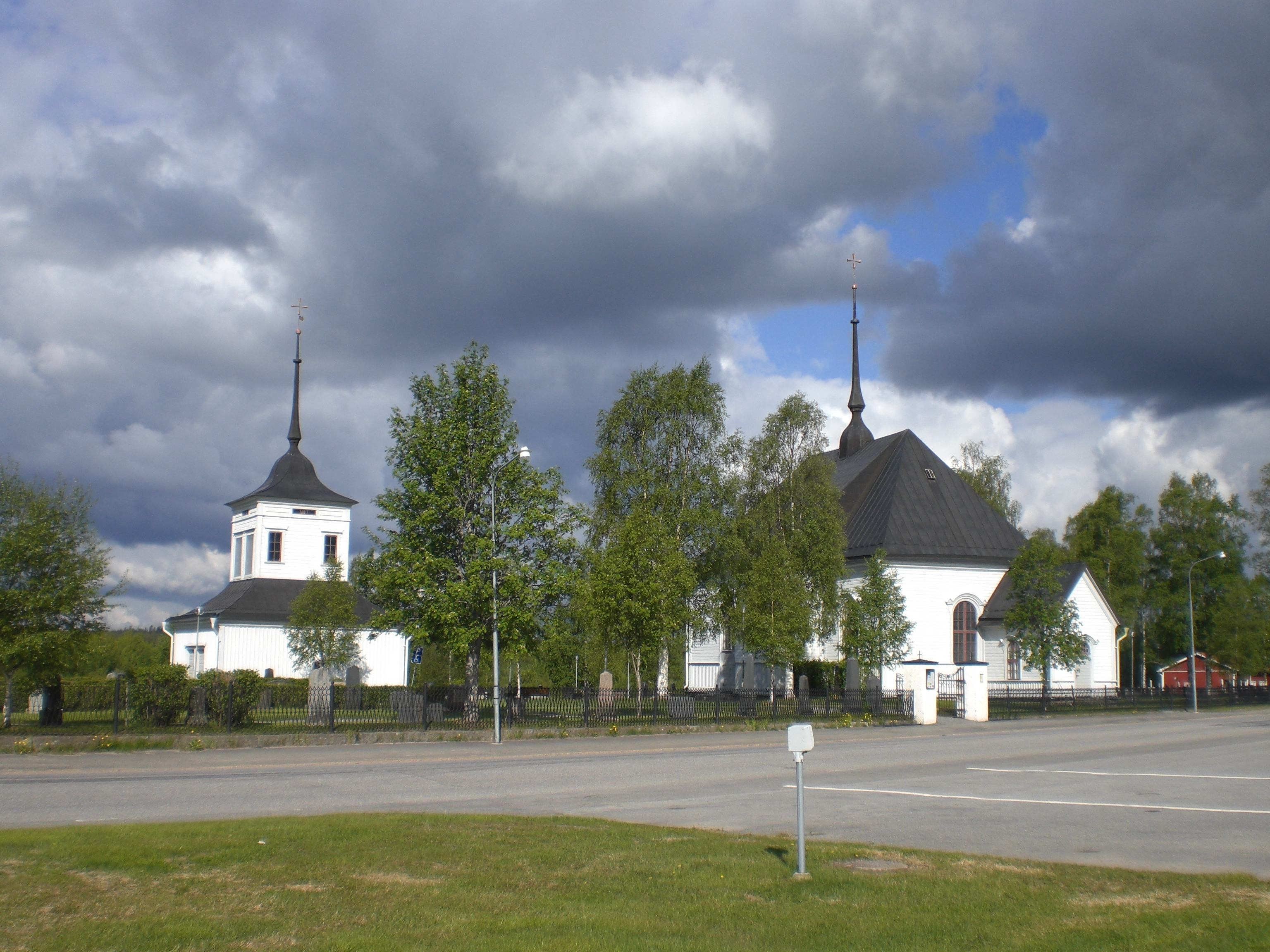
Містечко Онесет
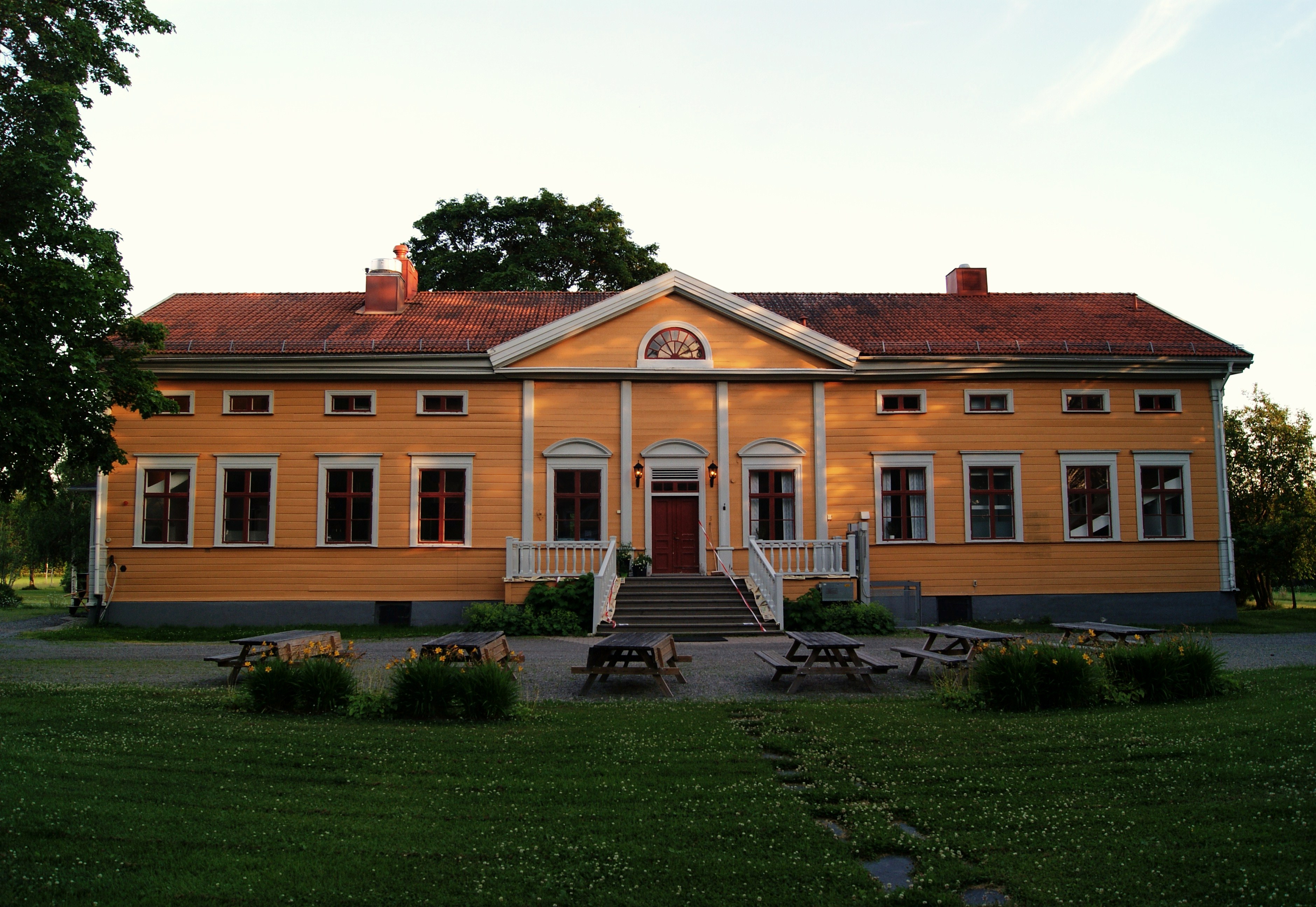
Народний університет Далькарлсо

## Виноски
1. ↑  http://www.robertsfors.se/kommun-politik/kommunfakta/valresultat-mandatfordelning/
2. ↑  https://www.mellanbygden.nu/2025-01-31/tidigare-kommunalradet-kritisk-mot-kommunen-i-fragan-om-centrumhuset-i-robertsfors-83dc8
3. ↑  Folkmangd i riket, lan och kommuner (шв.) . Центральне бюро статистики Швеції. Архів оригіналу за 20 серпня 2013. Процитовано 12 лютого 2013.